# 托里亚克德诺塞勒
托里亚克德诺塞勒（法語：Tauriac-de-Naucelle，法語發音：[toʁjak də nosɛl]，意为“诺塞勒的托里亚克”）是法国阿韦龙省的一个市镇，属于鲁埃格自由城区。

## 地理
托里亚克德诺塞勒（44°9'17"N, 2°20'12"E）面积21.59 平方千米，位于法国奧克西塔尼大區阿韦龙省，该省份为法国南部内陆省份，位于法國中央高原南部，北起顺时针与康塔爾省、洛泽尔省、加尔省、埃罗省、塔恩省、塔恩-加龙省和洛特省接壤。
与托里亚克德诺塞勒接壤的市镇（或旧市镇、城区）包括：卡巴内斯、康雅克、克雷斯潘、诺塞勒、维欧尔河畔圣瑞斯特、庞珀洛讷、塔尼。

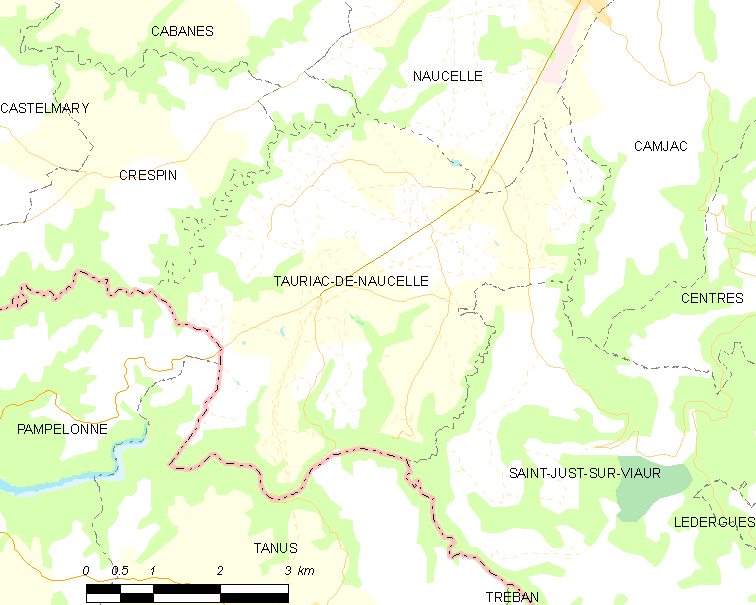
托里亚克德诺塞勒的OSM定位图

托里亚克德诺塞勒的时区为UTC+01:00、UTC+02:00（夏令时）。

## 行政
托里亚克德诺塞勒的邮政编码为12800，INSEE市镇编码为12276。

## 政治
托里亚克德诺塞勒所属的省级选区为塞奥尔-塞加拉县。

## 人口

1962-2008年间托里亚克德诺塞勒人口变化图示

托里亚克德诺塞勒于2022年1月1日时的人口数量为386人。